# Crystal Jurado
Crystal Jurado ist eine Maskenbildnerin und Friseurin.
Sie arbeitete 2024 an dem Film A Different Man von Regisseur Aaron Schimberg, wofür sie bei der Oscarverleihung 2025 zusammen mit Mike Marino und David Presto in der Kategorie Bestes Make-up und beste Frisuren nominiert wurde.

## Filmografie (Auswahl)
- 2018: Deception – Magie des Verbrechens
- 2019: True Detective (Fernsehserie, 8 Folgen)
- 2019: The Dead Don’t Die
- 2019: Der Distelfink
- 2019: Vergiftete Wahrheit
- 2020: I Know This Much Is True (Fernsehserie, 6 Folgen)
- 2020: The Undoing (Miniserie, 3 Folgen)
- 2021: Der Prinz aus Zamunda 2
- 2022: The Batman
- 2022: The Time Traveller’s Wife (Fernsehserie, 6 Folgen)
- 2023: The Marvelous Mrs. Maisel (Fernsehserie, 9 Folgen)
- 2023: The Idol (Fernsehserie, 5 Folgen)
- 2024: A Different Man
- 2024: The Penguin (Miniserie)